# (500421) 2012 TM134
(500421) 2012 TM134 es un asteroide perteneciente al cinturón de asteroides, descubierto el 17 de septiembre de 2012 por el equipo del Spacewatch desde el Observatorio Nacional de Kitt Peak, Arizona, Estados Unidos.

## Designación y nombre
Designado provisionalmente como 2012 TM134.

## Características orbitales
2012 TM134 está situado a una distancia media del Sol de 3,035 ua, pudiendo alejarse hasta 3,244 ua y acercarse hasta 2,826 ua. Su excentricidad es 0,068 y la inclinación orbital 11,96 grados. Emplea 1931,73 días en completar una órbita alrededor del Sol.

## Características físicas
La magnitud absoluta de 2012 TM134 es 16,9.